# Davide Caminati
Davide Caminati (Savona, 8 ottobre 1809 – San Martino della Battaglia, 29 giugno 1859) è stato un militare italiano, insignito della medaglia d'oro al valor militare alla memoria nel corso della seconda guerra d'indipendenza.

## Biografia

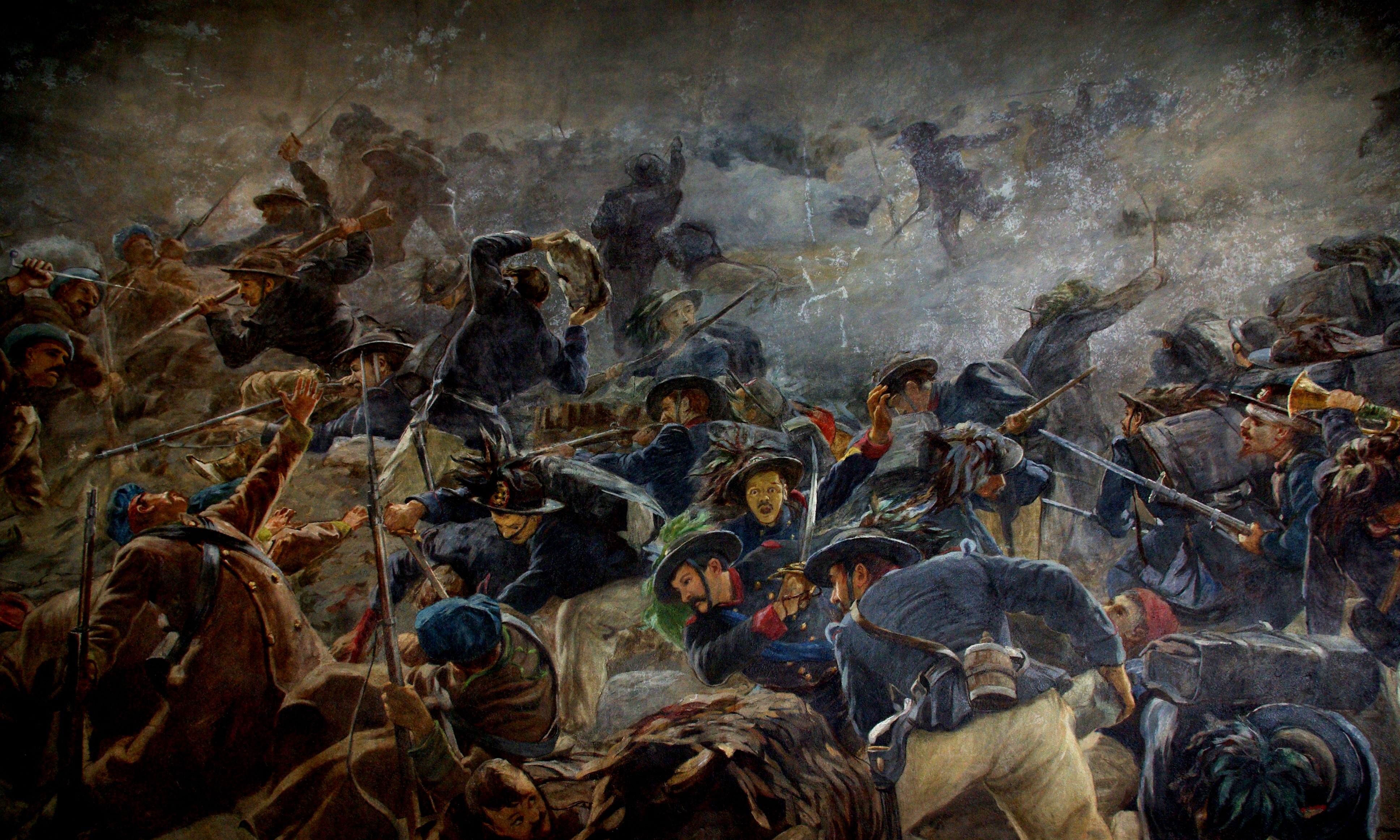
Affresco raffigurante la battaglia della Cernaia, che si trova all'interno della Torre monumentale di San Martino della Battaglia.

Nacque a Savona l'8 ottobre 1809, figlio di Giulio, di professione medico, e Laura Rossello. Dopo aver studiato presso il collegio dei padri missionari, nel 1829 si arruolò nell'Armata Sarda, entrando nel Corpo delle Guardie di Sua Maestà il Re di Sardegna. Nel 1831 fu nominato cadetto assegnato in forza alla Brigata "Casale", e nel 1833 divenne sottotenente nel 2º Reggimento fanteria della Brigata "Pinerolo". Divenne tenente e aiutante maggiore in seconda del 1º Reggimento fanteria nel 1839, e aiutante maggiore in prima nel 1840. Capitano nel 1848, dopo lo scoppio della prima guerra d'indipendenza fu destinato a prestare servizio presso l'esercito toscano, in qualità di Segretario Generale del Ministero della Guerra. Organizzò e addestrò i reparti volontari, prendendo poi parte con essi alle operazioni belliche agli ordini del generale Cesare De Laugier de Bellecour, guadagnando una menzione onorevole sarda, e la Croce di Cavaliere dell'Ordine di San Giuseppe toscana, nel corso della battaglia di Curtatone e Montanara (29 maggio), e distinguendosi anche in quello di Goito. Il 27 ottobre 1848 venne richiamato in servizio nell'esercito toscano, promosso maggiore e destinato allo Stato Maggiore Generale come primo ufficiale del Ministro della guerra Mariano d'Ayala. All'atto della ripresa delle operazioni belliche, nel 1849, fu richiamato in Piemonte dietro sua domanda, ed assegnato al 4º Reggimento fanteria della Brigata "Piemonte", in forza al quale combatte durante la battaglia di Novara.
Nel dicembre 1849 fu nominato vice comandante della Scuola normale di fanteria, venendo trasferito al corpo dei bersaglieri nel febbraio 1850. Comandante della scuole dal 1853, fu promosso tenente colonnello nell'agosto 1854, e lasciò l'incarico nel marzo 1855 per partire per la guerra di Crimea. Al comando del IV Reggimento provvisorio del Corpo di spedizione agli ordini del generale Alfonso La Marmora, si distinse durante la battaglia della Cernaia dove ottenne la seconda menzione onorevole e la Croce di Ufficiale nell'Ordine della Legione d'Onore. Promosso colonnello nel novembre 1857, assunse il comando del 13º Reggimento della Brigata "Pinerolo". Con il suo reparto prese parte alla campagna del 1859, cadendo durante la battaglia di San Martino nel giugno 1859. La salma fu inizialmente sepolta nel cimitero di Rivoltella, per essere poi traslata in quello di Savona a cura dell'amministrazione comunale il 31 ottobre dello stesso anno. Per onorarne la memoria gli fu conferita la Medaglia d'oro al valore militare..
Prese il suo nome la caserma "Davide Caminati" nella nativa Savona, sede dal 1909 al 1931 del 41º Reggimento fanteria "Modena".

### Esplicative
1. ↑  Mentre il reggimento marciava sotto il fuoco nemico in perfetto ordine, con i soldati che cantavano l'inno di guerra, Caminati disse più volte compiaciuto: Bravi figliuoli, sono molto contento di voi.
2. ↑  Quando il comandante della 4ª Brigata provvisoria, generale Rodolfo Gabrielli di Montevecchio, cadde ferito a morte, egli assunse il comando interinale della brigata conducendola al fuoco.

### Bibliografiche
1. 1 2 3 4 5  D'Ayala 1868, p. 117.
2. 1 2 3 4 5 6 7 8 9  Combattenti Liberazione.
3. 1 2 3 4 5  D'Ayala 1868, p. 118.
4. ↑  Meetup.
5. ↑  La caserma, in seguito smantellata, si trovava nel centro di Savona ed occupava la zona ora delimitata da Piazza Saffi, Via Paolo Boselli, Via Sormano, Via IV novembre e via S. Giovanni Bosco